# Top Model of the World 2010/2011
Top Model of the World 2010/2011 fue la 18.ª edición del certamen Top Model of the World, correspondiente al año 2011; la cual se llevó a cabo el 16 de marzo en Usedom, Alemania. Candidatas de 43 países y territorios autónomos compitieron por el título. Al final del evento, Carolina Rodríguez Ferrero, Top Model of the World 2009/2010 de Colombia, coronó a Loredana Violeta Salanta, de Rumania, como su sucesora.

## Resultados
| Posiciones                       | Candidata |
| -------------------------------- | --- |
| Top Model of the World 2010/2011 | - Rumania - Loredana Violeta Salanta |
| Primera Finalista                | - Mar Báltico - Katerina Fedosejeva |
| Segunda Finalista                | - Zimbabue - Vanessa Gayle Sibanda |
| Tercera Finalista                | - Polonia - Zuzanna Brzezinska |
| Cuarta Finalista                 | - Argelia - Yasmine Ouchene |
| Top 15                           | - Brasil - Juliete Beraldo de Pieri - Canadá - Denise Garrido - China - Ziyi Xiong - Colombia - Lizeth Carolina González Romero - El Salvador - Anita Esmeralda Puertas - España - Eva Rodríguez Quiroga - Honduras - Marilyn Medina Orellana - India - Michelle Almeida - San Andrés, Providencia y Santa Catalina - Rosa Córdoba - Ucrania - Diana Loboda |

## Premios especiales
| Premio                  | Candidata                                |
| ----------------------- | ---------------------------------------- |
| Miss Fotogénica         | - Canadá - Denise Garrido                |
| Miss Simpatía           | - Bolivia - Alejandra Panozo Muguertegui |
| Mejor Cuerpo            | - Brasil - Juliete Beraldo de Pieri      |
| Mejor en Traje de Noche | - Polonia - Zuzanna Brzezinska           |
| SENSES Model            | - India - Michelle Almeida               |
| Miss Globe              | - Brasil - Juliete Beraldo de Pieri      |
| Reina de Europa         | - Ucrania - Diana Loboda                 |

## Candidatas
44 candidatas compitieron por el título:
(En la lista se utiliza su nombre completo, los sobrenombres van entrecomillados y los apellidos utilizados como nombre artístico, entre paréntesis; fuera de ella se utilizan sus nombres «artísticos» o simplificados).
| País/Territorio                          | Candidata                       | Medidas  | Estatura | Residencia    |
| ---------------------------------------- | ------------------------------- | -------- | -------- | ------------- |
| Alemania                                 | Leslie Braumann                 | 82-60-90 | 1,72 m   | Brunswick     |
| Argelia                                  | Yasmine Ouchene                 | 73-60-89 | 1,78 m   | Argel         |
| Armenia                                  | Juletta Gizhlaryan              | 90-62-92 | 1,75 m   | Ereván        |
| Australia                                | Christine Andrew                | 92-68-90 | 1,84 m   | Canberra      |
| Bélgica                                  | Annelien Pauwels                | 84-69-80 | 1,72 m   | Bruselas      |
| Bolivia                                  | Alejandra Panozo Muguertegui    | 84-60-90 | 1,80 m   | Cochabamba    |
| Brasil                                   | Juliete Beraldo de Pieri        | 84-64-94 | 1,74 m   | Cuiabá        |
| Bulgaria                                 | Petia Velkova                   | 89-64-90 | 1,75 m   | Sofía         |
| Canadá                                   | Denise Garrido                  | 91-68-93 | 1,76 m   | Bradford      |
| Cáucaso                                  | Anush Evoyan                    | 90-62-90 | 1,72 m   | Ereván        |
| China                                    | Ziyi Xiong                      | 80-67-91 | 1,76 m   | Pekín         |
| Colombia                                 | Lizeth Carolina González Romero | 88-65-95 | 1,75 m   | Santa Marta   |
| Corea                                    | Park Jae-rang                   | 85-62-90 | 1,76 m   | Seúl          |
| Dinamarca                                | Rikke Jorgensen                 | 79-63-78 | 1,72 m   | Copenhague    |
| El Salvador                              | Anita Esmeralda Puertas         | 85-60-90 | 1,75 m   | San Salvador  |
| España                                   | Eva Rodríguez Quiroga           | 88-62-92 | 1,75 m   | Albacete      |
| Filipinas                                | Madison Elliott                 | 84-63-86 | 1,73 m   | Manila        |
| Ghana                                    | Portia Abena Essel              | 88-62-85 | 1,72 m   | Acra          |
| Guadalupe                                | Marika Popotte                  | 82-67-93 | 1,72 m   | Basse-Terre   |
| Honduras                                 | Marilyn Medina Orellana         | 92-65-90 | 1,77 m   | Tegucigalpa   |
| India                                    | Michelle Almeida                | 90-70-90 | 1,75 m   | Bombay        |
| Inglaterra                               | Georgia Jennifer Smith          | 84-65-89 | 1,74 m   | Londres       |
| Irlanda del Norte                        | Jade Martine Roberts            | 91-61-88 | 1,72 m   | Belfast       |
| Islas de la Bahía                        | Johanna Castillo                | 90-63-92 | 1,73 m   | Roatán        |
| Kazajistán                               | Dana Jangarasheva               | 89-63-87 | 1,77 m   | Nur-sultán    |
| Kirguistán                               | Ludmila Elgina                  | 89-62-92 | 1,82 m   | Biskek        |
| Letonia                                  | Agnese Eiduka                   | 89-63-93 | 1,77 m   | Valmiera      |
| Lituania                                 | Karolina Zubkute                | 87-60-90 | 1,74 m   | Vilna         |
| Luxemburgo                               | Melanie Santiago Durán          | 90-60-90 | 1,74 m   | Luxemburgo    |
| Macedonia                                | Ivana Stojanova                 | 84-62-90 | 1,76 m   | Skopie        |
| Mar Báltico                              | Katerina Fedosejeva             | 90-65-95 | 1,77 m   | Riga          |
| Mar Caspio                               | Oxana Solomanina                | 88-62-90 | 1,75 m   | Moscú         |
| Mar Negro                                | Nina Astrakhantseva             | 90-63-93 | 1,79 m   | Simferópol    |
| Países Bajos                             | Laureen Vlashof                 | 83-62-92 | 1,79 m   | Ámsterdam     |
| Polonia                                  | Zuzanna Brzezinska              | 86-58-89 | 1,77 m   | Varsovia      |
| República Dominicana                     | Thelma Lecta                    | 81-61-90 | 1,78 m   | Santo Domingo |
| Rumania                                  | Loredana Violeta Salanta        | 87-60-90 | 1,79 m   | Bistriţa      |
| Rusia                                    | Irina Gorlova                   | 85-59-87 | 1,73 m   | Moscú         |
| San Andrés, Providencia y Santa Catalina | Rosa Córdoba                    | 88-60-90 | 1,78 m   | Medellín      |
| San Vicente y las Granadinas             | Antoinell Keizer                | 82-70-83 | 1,80 m   | Kingstown     |
| Suecia                                   | Sofia Hällstrand                | 86-65-83 | 1,82 m   | Estocolmo     |
| Ucrania                                  | Diana Loboda                    | 87-60-90 | 1,76 m   | Kiev          |
| Zambia                                   | Percivia Mulenga                | 81-69-86 | 1,72 m   | Lusaka        |
| Zimbabue                                 | Vanessa Gayle Sibanda           | 86-69-92 | 1,77 m   | Harare        |

### Candidatas retiradas
- Malta - Chantelle Attard
- Mediterráneo - Carolina Aquelina
- México - Nadia Cortes
- Turquía - Sezgi Melek

## Datos acerca de las delegadas
- Algunas de las delegadas de Top Model of the World 2010/2011 han participado en otros certámenes internacionales de importancia:
  - Alejandra Panozo Muguertegui (Bolivia) participó sin éxito en Miss Atlántico Internacional 2011 y Miss Internacional 2015.
  - Juliete Beraldo de Pieri (Brasil) participó sin éxito en Miss Asia Pacífico Mundo 2012.
  - Denise Garrido (Canadá) participó sin éxito en Miss Tierra 2008, tercera finalista en Miss América Latina del Mundo 2009 y cuartofinalista en Miss Mundo 2010.
  - Lizeth Carolina González Romero (Colombia) fue semifinalista en Miss Continente Americano 2011 y fue ganadora de Reina Mundial del Banano 2011.
  - Anita Esmeralda Puertas (El Salvador) participó sin éxito en Miss Tierra 2011 y Reina Hispanoamericana 2011.
  - Michelle Almeida (India) fue cuartofinalista en Miss Supranacional 2011.
  - Dana Jangarasheva (Kazajistán) fue cuartofinalista en Miss Model of the World 2011.
  - Melanie Santiago Durán (Luxemburgo) participó sin éxito en Miss Intercontinental 2011.
  - Katerina Fedosejeva (Mar Báltico) fue cuartofinalista en Miss Model of the World 2011 representando a Letonia.
  - Nina Astrakhantseva (Mar Negro) fue cuarta finalista en Miss Model of the World 2010 y finalista en Miss Tierra 2011, representando a Crimea, y fue ganadora de Miss 7 Continentes 2011 representando a Ucrania.
  - Loredana Violeta Salanta (Rumania) participó sin éxito en Miss Mundo 2009 y participará en Miss Universo 2024.
  - Irina Gorlova (Rusia) participó sin éxito en Miss Bikini Internacional 2006, Best Model of the World 2010 y Miss Progreso Internacional 2010, en estos dos últimos representando a Estonia.
  - Vanessa Gayle Sibanda (Zimbabue) participó sin éxito en Miss Mundo 2009.

## Sobre los países en Top Model of the World 2010/2011

### Naciones debutantes
| - Irlanda del Norte - Islas de la Bahía - Luxemburgo | - Mar Caspio - San Andrés, Providencia y Santa Catalina - San Vicente y las Granadinas |

### Naciones que regresan a la competencia
Compitió por última vez en 1994:
- Kirguistán

Compitieron por última vez en 2003:
- Argelia
- Letonia

Compitieron por última vez en 2006/2007:
- Cáucaso
- China
- Mar Báltico
- Mar Negro

Compitieron por última vez en 2007/2008:
- Corea
- Inglaterra
- Zambia

Compitieron por última vez en 2008/2009:
- Bélgica
- Dinamarca
- India
- Lituania
- Polonia
- Rusia

### Naciones ausentes
| - Bahamas - Croacia - Curazao - Estados Unidos - Finlandia - Francia - Hungría - Irlanda - Islandia - Kosovo | - Malta - Mediterráneo - Noruega - Puerto Rico - República Checa - República Eslovaca - Serbia - Suiza - Taiwán - Venezuela |